# The Pall Mall Magazine

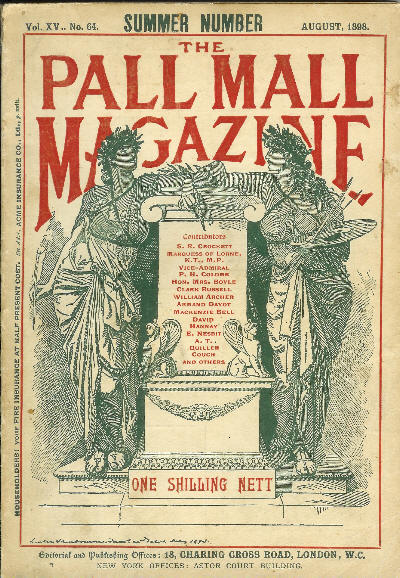
Portada del Vol. XV, Núm. 64. Edición de Verano (agosto 1898).

The Pall Mall Magazine fue una revista literaria ilustrada británica fundada en septiembre de 1893 por William Waldorf Astor.
Entre sus muchos colaboradores destacados se encontraban Joseph Conrad, quien vio publicado nueve de sus cuentos, comenzando por Typhoon, que apareció ilustrado por Maurice Greiffenhagen, en la revista entre 1902 y 1913.

## Historia

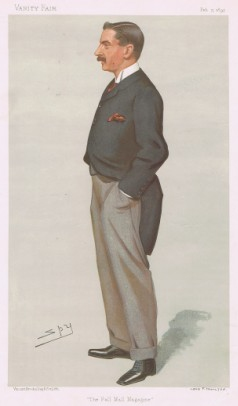
Caricatura del lord Hamilton que apareció en un número especial de Vanity Fair (número 647, del 7 de febrero de 1895) sobre «Estadistas». La caricatura, del dibujante Spy, lleva como título «The Pall Mall Magazine».

Astor, que había comprado el Pall Mall Gazette el año anterior, fundó la revista al negarse, supuestamente, el entonces director del Pall Mall Gazette, Henry Cust, a publicar temas que consideraba inadecuados en un periódico, y para competir con The Strand Magazine, revista conocida por haber publicado, entre otras importantes obras, las de sir Arthur Conan Doyle, incluyendo a las aventuras de Sherlock Holmes. Astor nombró a dos destacados exdiputados británicos, lord Frederic Hamilton y sir Douglas Straight, codirectores de la revista. Straight sería nombrado director del Pall Mall Gazette en 1896, precisamente en sustitución de Cust. 
Astor vendió la revista en 1912 y dos años más tarde fue adquirido por la Hearst Corporation, que lo fusionaría dos años más tarde con with Nash's Magazine, para publicarse como Nash's Pall Mall Magazine.

## Directores
- Sir Douglas Straight (1893-1896)
- Lord Frederic Hamilton (1893-1900)
- George Halkett (1901-1905)
- Charles Morley (1905-1914)

## Colaboradores
- Guy Boothby (1895)[3]
- Joseph Conrad (1902-1913)[1]
- H. Rider Haggard (1895)[3]
- Bret Hart (1895)[3]
- Edith Nesbit (1898-1900)[4]